# カタオモイ
「カタオモイ」は、日本の女性歌手・Aimerの楽曲。2016年9月21日にリリースされた自身4枚目のアルバム『daydream』の収録曲。

## 概要
2011年のデビューから5年間の「Aimerの世界観を壊す」とのコンセプトのもと、著名アーティストらの楽曲提供を受け2016年に発表されたアルバム『daydream』の収録曲。当楽曲の作詞・作曲はandropの内澤崇仁が担当した。
ストレートなラブソングはこれまでのAimerになかったモチーフであり、本人は「こういう言葉を歌うのか」という驚きがあった。曲中の『僕の心は君にいつも片想い　好きだよ』という一節について、曲にぴったりのテイクが録れたため、自身が気に入っているポイントであると語っている。
ストリーミングを中心にロングヒットを記録し、2021年8月、Billboard JAPANストリーミングチャートにて、楽曲の累計再生回数が自身初となる1億回を突破した。
ミュージックビデオにはAimer本人が出演し内澤崇仁がギター演奏者として出演している。
2016年9月11日、メジャーデビュー5周年記念イベントにて初披露され、サプライズゲストとして内澤崇仁が登場しギターおよびコーラスで参加したライブ音源が12枚目のシングル「茜さす/everlasting snow」に収録された。
2019年３月20日にはBTSがツイッターで「カタオモイ」を聴いているとツイート。107万件を超える「いいね」がつき話題となった。
2022年1月28日、YouTubeチャンネル『THE FIRST TAKE』に出演し当楽曲を歌唱。1週間以上にわたってYouTube急上昇音楽1位を記録した。
2022年12月30日の第64回日本レコード大賞では、「残響散歌」とともにパフォーマンスを披露した。

## カバー
- 三宅葵依（つんこ） - 2023年9月14日にゲーム『D4DJ Groovy Mix』に追加収録[7]。
- 長谷川育美 - 2023年11月1日発売の配信限定シングル『カタオモイ from CrosSing』に収録。カバーソングプロジェクト『CrosSing - Music＆Voice-』の楽曲としてのリリース。